# Piazza Mercatale
'Piazza Mercatale è la più grande piazza di Prato e sorge nel centro storico. È considerata una delle piazze medievali più estese in Europa.

## Storia

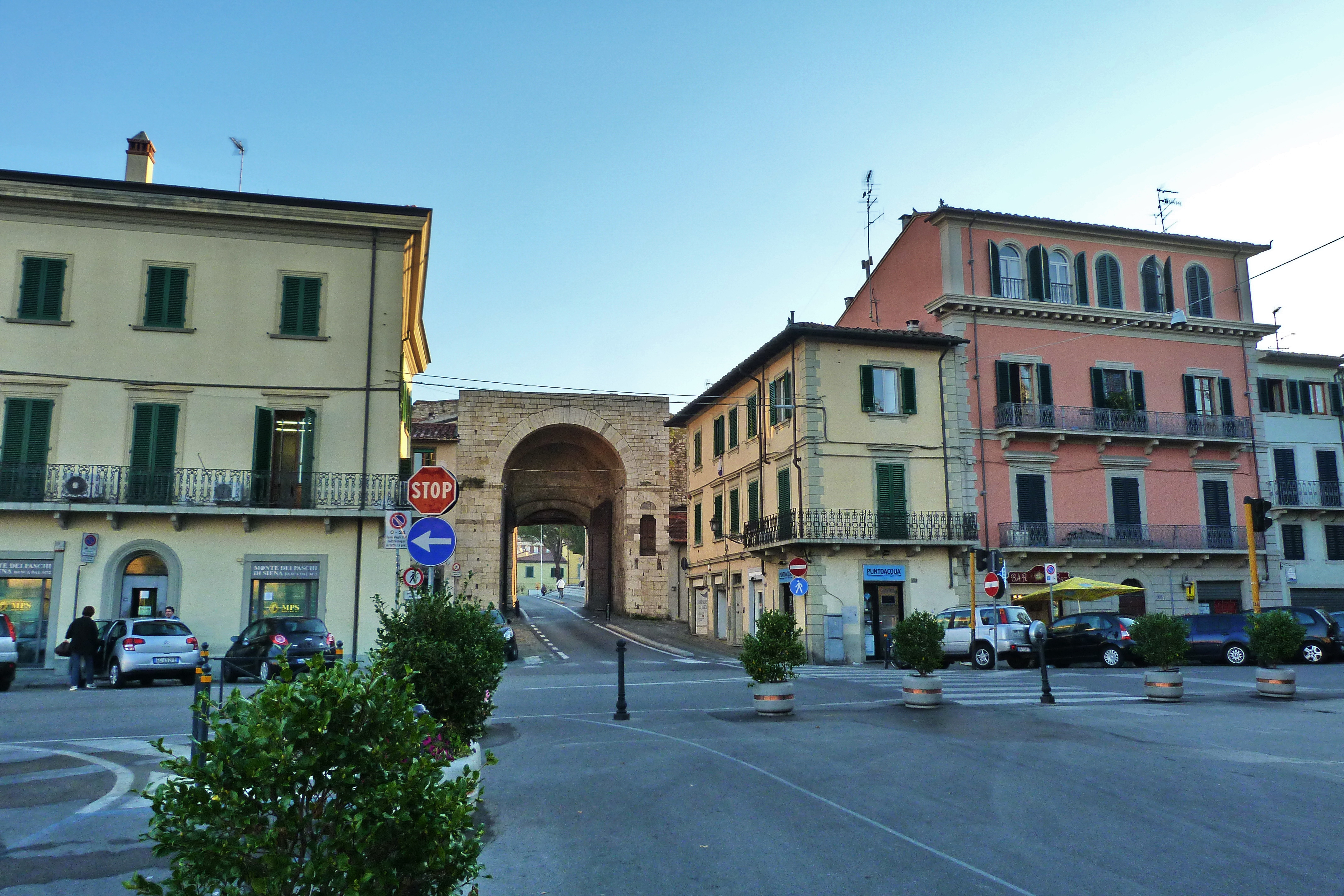
Porta Mercatale

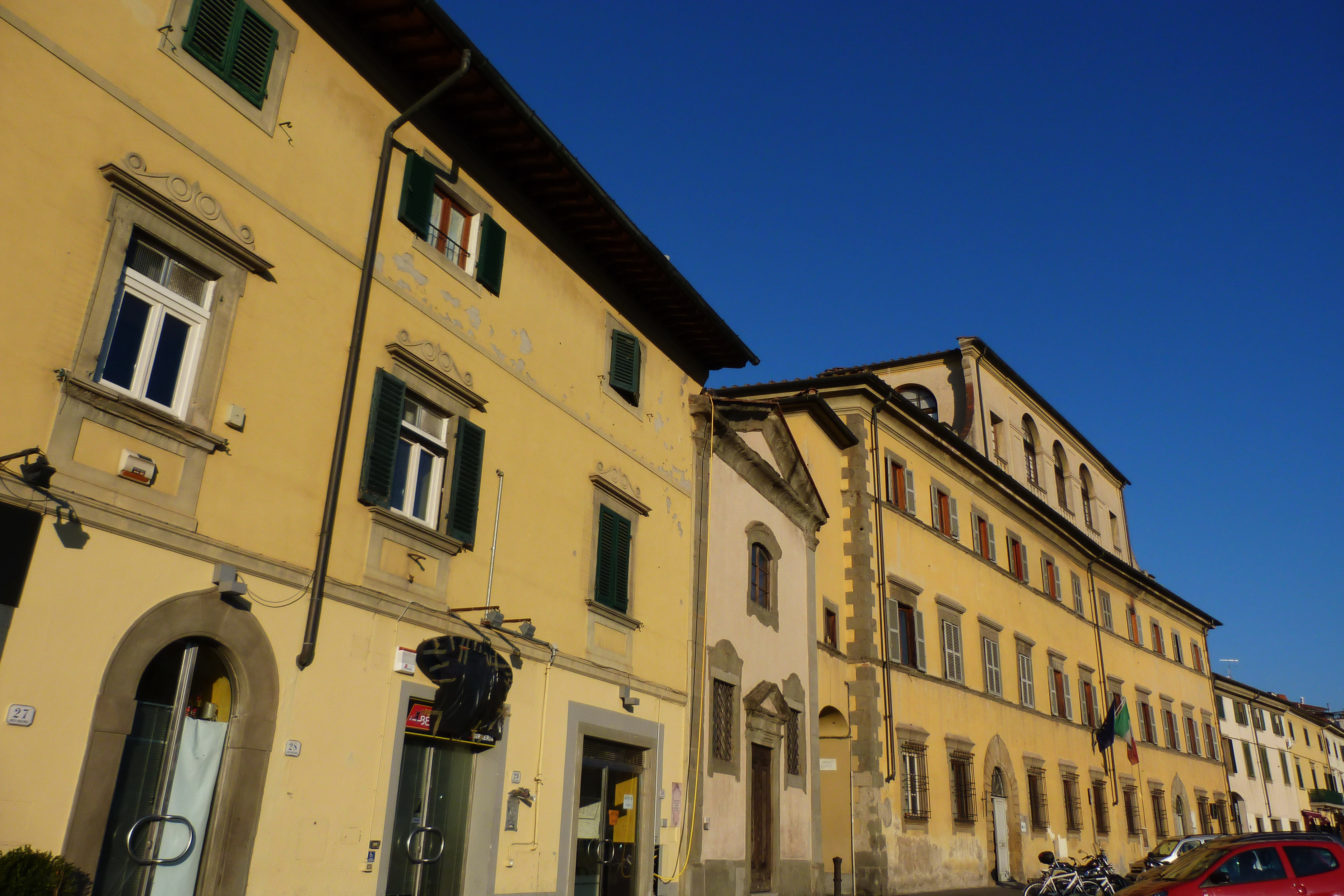

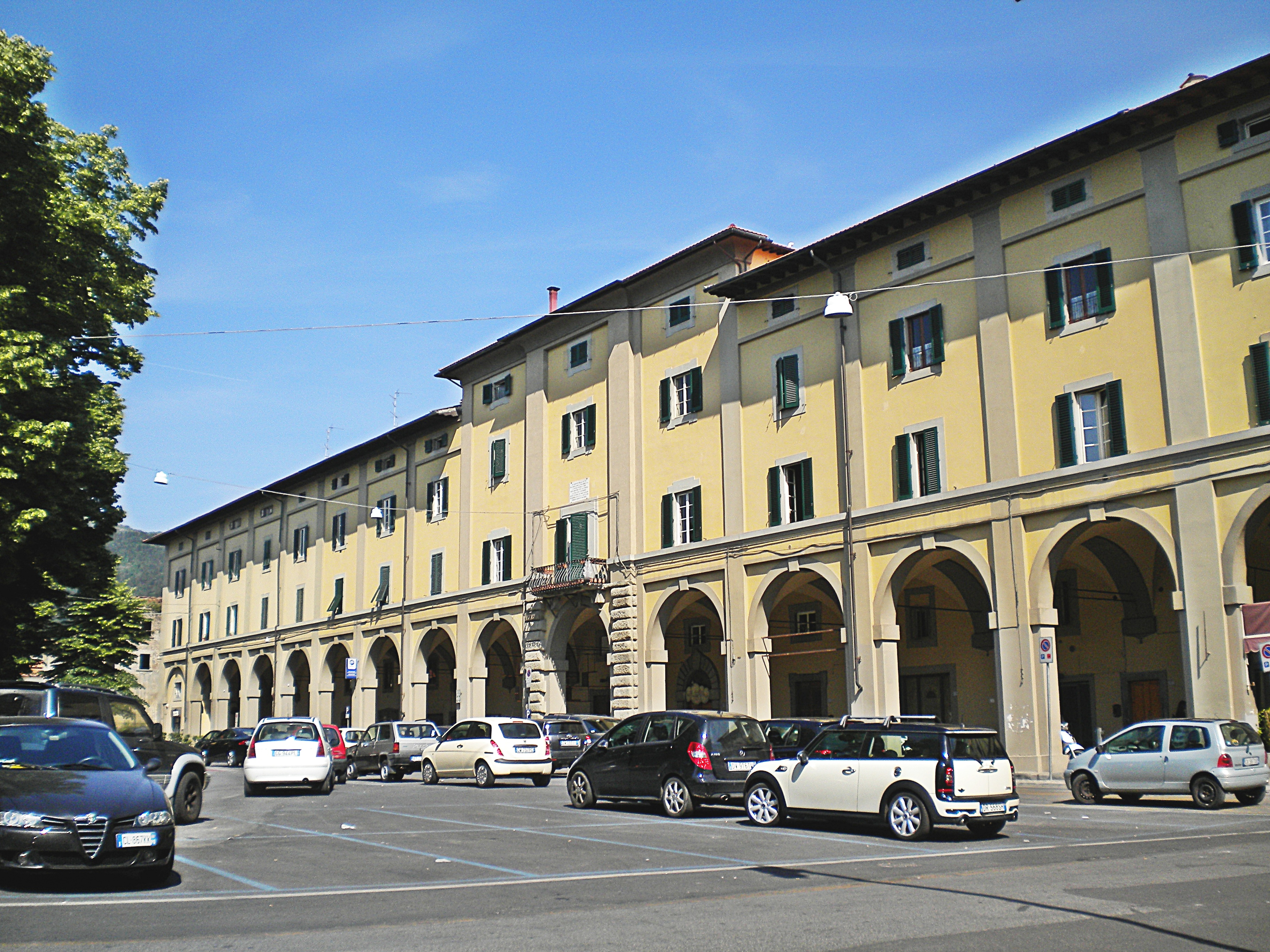

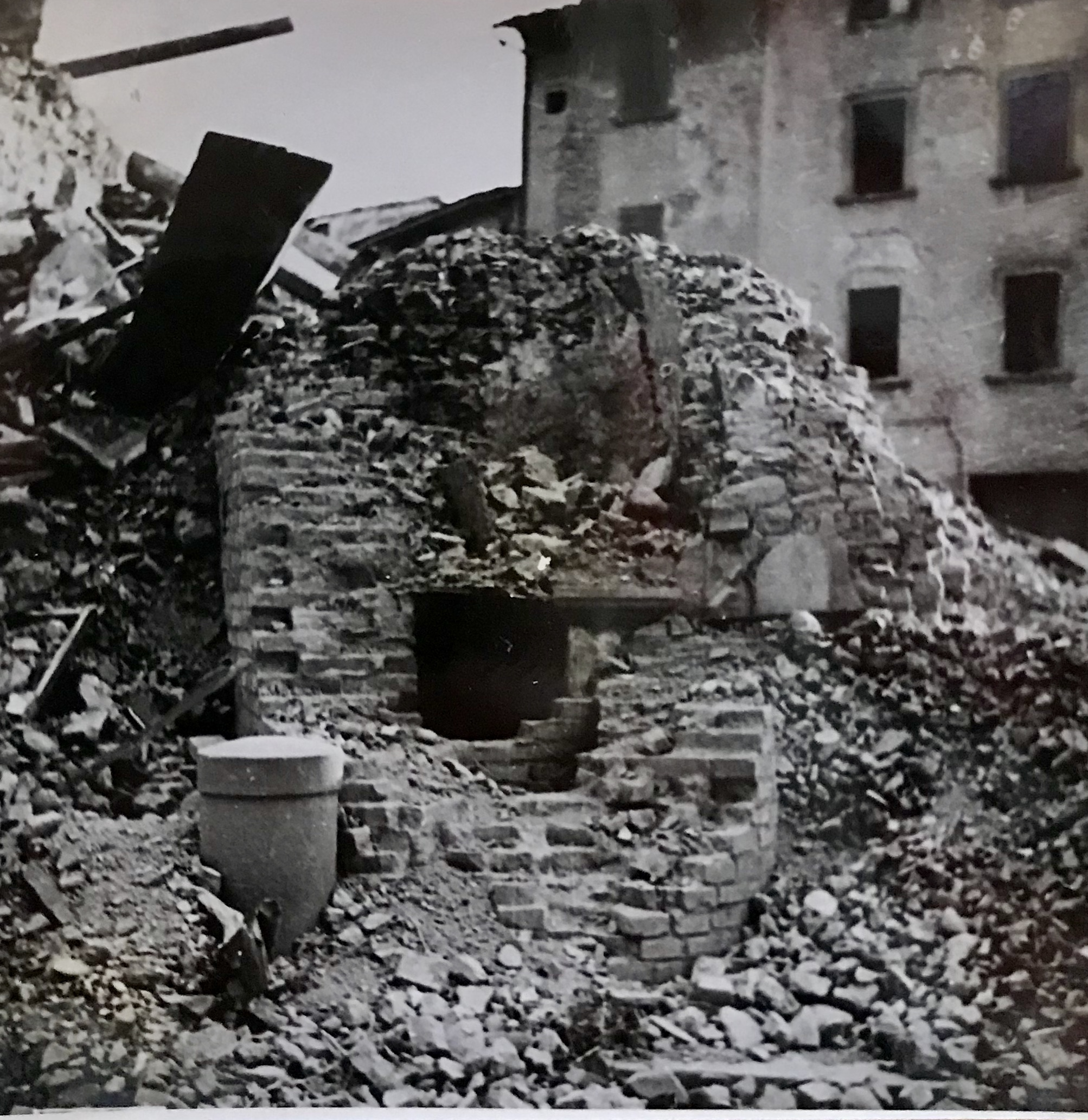
Il tabernacolo di Filippino Lippi nei pressi del Canto al Mercatale distrutto il 7 marzo 1944

### Le origini
Il Mercatale nacque dopo che la città di Prato decise di allargarsi e riservare ai traffici un'area adatta principalmente alla tratta degli animali, e in particolare mucche e vitelli. Lo spiazzo fu carpito al Bisenzio colmandolo con terra in quantità tale da rialzare il livello del fiume e obbligarlo a scorrere in un alveo più stretto.
Nel 1153 l'area dell'attuale piazza Mercatale era ancora un ampio prato esterno alle mura della città, verso il greto del fiume Bisenzio. L'attuale muro merlato fu eretto dal Comune tra il 1280 e il 1330. In seguito la piazza, divisa in aree funzionali, divenne il baricentro delle relazioni sociali pratesi; dal 1529 vide affacciarsi i tiratoi voluti dall'Arte della Lana e dal XVII secolo le Case Nuove sul lato orientale, che ospitarono la prima sede del Convitto Cicognini. Vi si trovano, inoltre, una porta nelle mura (XIV secolo) verso il ponte sul Bisenzio, il Palazzo Gini e la chiesa di San Bartolomeo.

### L'Ottocento
Nel 1817 il Comune di Prato, per dare un sostegno a cento cittadini sfortunati e miserabili, incaricò quelle persone di rimettere a nuovo la Piazza provvedendo alla sua pulizia e soprattutto livellare l'ampia area fino ad allora costellata di buche e poggetti.
L'architetto Giuseppe Valentini crea in quegli anni il giardino costituito da un semplice prato ovale e demolisce gli antichi tiratoi che dividevano in due la piazza. Oltre al mercato del lunedì, nella piazza si svolgevano spesso rappresentazioni sportive e tradizionali, dalla battagliola alle corse di cavalli prima e di biciclette poi.

### Il Novecento
Alla fine dell'Ottocento la piazza era sfruttata anche per gare di cavalli, che correvano in una pista circolare sterrata.
Nel primo Novecento una giunta socialista decretò l'alberatura del lato ovest "per il godimento del popolo".
Nel 1930 la piazza aveva ancora la sua importante funzione di contenitore di tutte le manifestazioni ludiche e commerciali della città: mercati, fiere, esposizioni, gare sportive. Inevitabile quindi che proprio su tale piazza, adatta ad adunate e parate, il partito fascista volesse costruire la propria sede istituzionale, la cosiddetta Casa del Littorio, tra le prime in Italia.
Nel 1932 venne per questo indetto un concorso nazionale al quale parteciparono una ventina di urbanisti. Il progetto fu vinto dall'architetto Brunetto Chiaramonti al cospetto di una commissione giudicatrice con Curzio Malaparte e Ardengo Soffici che realizzò appunto l'edificio dell'ex casa del Fascio.
Il bando del 1930 prevedeva un edificio su due piani sul lotto piuttosto stretto ottenuto dalla demolizione dei Tiratoi realizzati da Giuseppe Valentini dopo che, con la demolizione di quelli cinquecenteschi, aveva ridato unità visiva all’intera piazza.
Durante la seconda guerra mondiale la piazza fu violentemente bombardata. Il 16 febbraio 1944 fu completamente rasa al suolo la chiesa di San Bartolomeo, il 7 marzo dello stesso anno andò distrutta la quasi totalità dei portici a terrazza che circondavano il perimetro della piazza.
Subito dopo la fine della guerra e dopo il laborioso sgombro delle macerie, si cominciò a pensare alla ricostruzione della chiesa di San Bartolomeo. Nel 1947 fu indetto un concorso di progettazione per una nuova chiesa che si integrasse con le strutture superstiti in modo da formare un complesso a servizio della comunità cittadina. La ricostruzione fu lenta e faticosa e si concluse solo il 16 febbraio del 1958.

### Oggi
Oggi la piazza si presenta suddivisa tra un grande giardino sul lato est e un parcheggio sul versante opposto. Un percorso pendolare sottolinea la continuità tra l’antica porta sul fiume Bisenzio e l’accesso al centro storico. La piazza ha perso da tempo la sua funzione di scambio commerciale, senza però smettere di essere un punto di riferimento per gli abitanti della città e dei dintorni.

## Toponomastica
Per esigenze di razionalità toponomastica ed informatica, questo enorme spazio viene chiamato Piazza Mercatale, mentre l'esatta denominazione sarebbe "Il Mercatale".
Dedicata a Vittorio Emanuele II nel ventennio fascista, la piazza subì un nuovo affronto con la deliberazione del 27 novembre del 1943 con la quale si dedicava questo spazio cittadino alla "Repubblica" per celebrare la costituzione della repubblica di Salò. Un anno dopo, finalmente, fu ripristinato l'antico toponimo.

## I tiratoi
Nel 1531 l'associazione Arte della lana aveva fatto costruire dei tiratoi. Spazi ad uso pubblico destinati ai singoli lanaioli, che qui potevano "tirare" e asciugare la lana. Panni, pannine, lane, sacche, balle e ceste riempivano la piazza. I panni di lana venivano stesi all’aperto appendendo la parte superiore della pezza all’asta orizzontale per mezzo di appositi ganci. Dopodiché il tessuto veniva fissato anche nella parte inferiore su un apposito bastone e veniva tenuto in tensione.
Nel 1775 però le corporazioni delle arti pratesi furono soppresse e i tiratoi passarono sotto la gestione del Comune.
Furono demoliti nell’Ottocento.

## La fontana del Maghero
L'antica fontana detta "del Maghero" tra via dei Saponai e via Garibaldi, risale alla fine del '500 e lo stemma oggi illeggibile era quello del Comune, mentre le ringhiere - anch'esse scomparse con il restauro del 1966 - servivano d'impedimento ai cavalli che intendevano abbeverarsi.